# Raghbir Lal
Raghbir Lal Sharma, född 15 november 1929 i Rawalpindi i nuvarande Pakistan, död 7 april 2025 i New Delhi, var en indisk landhockeyspelare.
Lal blev olympisk guldmedaljör i landhockey vid sommarspelen 1952 i Helsingfors samt vid sommar-OS 1956 i Melbourne.